# Томич, Бернард
Бернард Томич (хорв. Bernard Tomić; родился 21 октября 1992 в Штутгарте, Германия) — австралийский теннисист хорватского происхождения; победитель четырёх турниров ATP в одиночном разряде.
В юниорах: победитель двух юниорских турниров Большого шлема в одиночном разряде (Открытый чемпионат Австралии-2008, Открытый чемпионат США-2009); финалист одного юниорского турнира Большого шлема в парном разряде (Уимблдон-2008); бывшая вторая ракетка мира в юниорском рейтинге; трёхкратный победитель одиночного турнира Orange Bowl (по разу — среди 12-летних, 14-летних и 16-летних).

## Общая информация
Бернард — один из двух детей Джона и Ади Томичей; его сестру зовут Сара.
Отец привёл обоих детей в теннис и активно поддерживает их карьеру; Бернард в теннисе с семи лет, его любимое покрытие — трава.

## Спортивная карьера

### Начало карьеры
Томич обратил на себя внимание специалистов уже на юниорском этапе карьеры. На престижном юниорском турнире Orange Bowl Бернард поэтапно выиграл в разных возрастных категориях (в 2004 году до 12 лет, в 2006 до 14, а в 2007 году до 16 лет). В 2008 году выигрывает Открытый чемпионат Австралии среди юношей, а в 2009 году ему удается победить на юниорских соревнованиях Открытого чемпионата США.
В 2008 году 15-летний австралиец начинает профессиональную карьеру с выступления в квалификационном турнире Открытого чемпионата Австралии. В июле он дошел до финала на турнире серии «фьючерс» в Индонезии. В январе 2009 года Томич дебютирует в основной сетке турнира в рамках ATP. Произошло это в Брисбене, где он уступил в первом раунде игроку из первой двадцатки испанцу Фернандо Вердаско — 4-6, 2-6. В этом же месяце он дебютирует в основной сетке на турнирах серии Большого шлема, выступив на Открытом чемпионате Австралии. Томич дошел до второго раунда, обыграв в первом Потито Стараче (7-6(5), 1-6, 7-6(5), 7-6(6)), но в следующем уступил Жиллю Мюллеру (6-3, 1-6, 4-6, 2-6). В феврале он выигрывает первый турнир серии «челленджер». Этот успех случился в Мельбурне. На дебютном для себя Открытом чемпионате Франции в мае 2009 года австралийский теннисист в первом раунде уступил Филиппу Кольшрайберу со счётом 1-6, 2-6, 2-6.
Сезон 2010 года Бернард начинает, как и прошлогодний, с поражения в первом раунде на турнире в Брисбене. На Австралийском чемпионате Томич вышел во втором раунд, где сыграл пятисетовый матч против № 14 в мире Марина Чилича. После этого турнира, пройдя через квалификационный отбор в Берни, ему удается во второй раз в карьере победить на турнире серии «челленджер». В начале марта он впервые сыграл в составе сборной Австралии в отборочном розыгрыше Кубка Дэвиса, став в возрасте 17 лет самым молодым участником своей команды. В апреле дебютирует в основной сетке на турнире серии Мастерс, сыграв на турнире в Монте-Карло. В июне через квалификационные раунды сумел пройти в основную сетку Уимблдонского турнира, где уступил в первом раунде Марди Фишу.

### 2011—2013 (четвертьфинал Уимблдона и первый титул АТП)

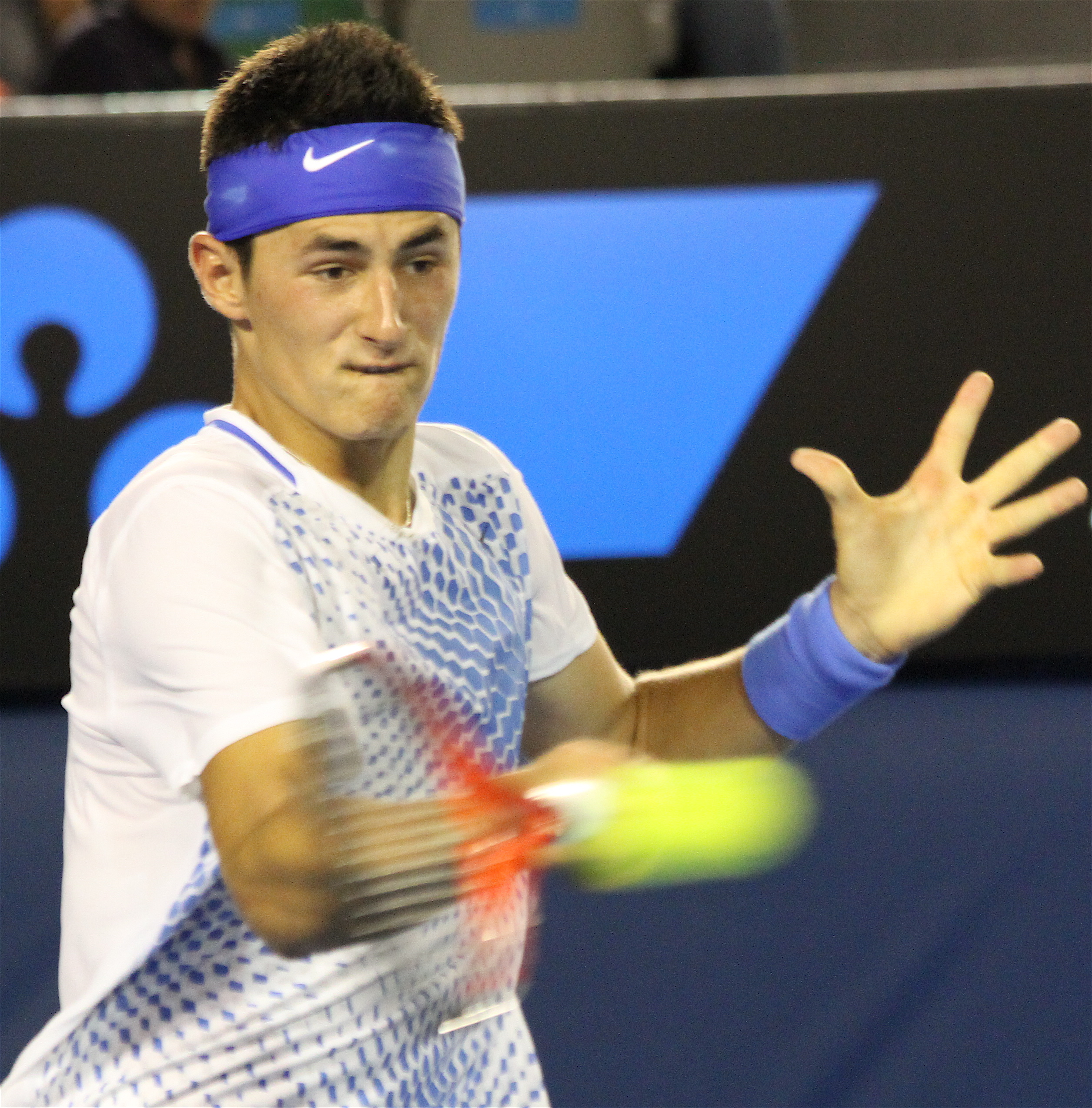
Томич на Открытом чемпионате Австралии 2011 года

На Открытом чемпионате Австралии 2011 года Томич в первых раундах обыграл Жереми Шарди и Фелисиано Лопеса, и впервые вышел в третий раунд Большого шлема, где его соперником стал первый на тот момент в мире теннисист Рафаэль Надаль. Первое очное соперничество в карьере с первой ракеткой закончилось поражением в трех сетах 2-6, 5-7, 3-6. Главного достижения в сезоне Бернард добился на Уимблдонском турнире, куда, как и год назад, прошёл через три раунда квалификационного отбора. Его соперником по первому раунду стал Николай Давыденко, которого Бернарду удалось обыграть — 7-5, 6-3, 7-5. Следующим соперником стал также россиянин Игорь Андреев. В упорной борьбе Томич обыграл его со счетом 4-6, 5-7, 6-3, 6-4, 6-1 и вышел в третий раунд на 5-го в мире Робина Сёдерлинга из Швеции. Победив его со счетом 6-1, 6-4, 7-5 Бернард впервые обыграл игрока из первой десятки и оформил выход в четвёртый раунд. За выход в четвертьфинал Томич обыгрывает опытного бельгийца Ксавье Малисса 6-1, 7-5, 6-4. Тем самым 18-летний Томич стал самым молодым участником четвертьфинала со времен Бориса Беккера в 1986 году. На этой стадии в соперники ему достался № 2 в мире Новак Джокович, которому Томич уступил в четырёх сетах (2-6, 6-3, 3-6, 5-7). Благодаря своему успешному выступлению на Уимблдонском турнире Бернард Томич впервые пробился в первую сотню рейтинга ATP, поднявшись со 158-го на 71-е место. На Открытом чемпионате США он вышел во второй раунд, где проиграл Чиличу. В октябре Томичу удалось выйти в четвертьфинал турнира в Токио. На мастерсе в Шанхае он обыграл теннисиста из топ-10 Марди Фиша. По итогам сезона 19-летний теннисист из Австралии занял 42-ю строчку мирового рейтинга.
Сезон 2012 года Томич начал с первого в карьере выхода в полуфинал на турнире АТП, которого он достигнул в Брисбене. На Открытом чемпионате Австралии он одолел Фернандо Вердаско, Сэма Куэрри и Александра Долгополова. В четвёртом раунде его ожидал Роджер Федерер, которому Бернард уступил в трёх сетах. В феврале он вышел в 1/4 финала на хардовом турнире в Делрей-Бич. Следующий раз в эту же стадию он попал в начале мая уже на грунте в Мюнхене. На кортах Ролан Гаррос австралиец впервые вышел во второй раунд. В августе он впервые выступил на Олимпиаде, которая проводилась в Лондоне. Уже в первом раунде Томич проиграл японцу Кэю Нисикори. В августе на Открытом чемпионате США он второй год подряд завершает выступления во втором раунде. Лучшим результатом в осенней части сезона для Томича стал выход в четвертьфинал турнира в Бангкоке.
На старте 2013 года Томич смог выиграть дебютный титул Мировом туре АТП. Его он добился на турнире в Сиднее, где Бернард обыграл пять теннисистов из топ-50 (на начало турнира Томич занимал 68-е место). В финале он выиграл у Кевина Андерсона со счётом 6-3, 6-7(2), 6-3. На Открытом чемпионате Австралии он добрался до третьего раунда, где он вновь встретился с Роджером Федерером и потерпел поражение от него. В феврале Томич прошёл в четвертьфинал зального турнира в Марселе. В июне также в 1/4 финала он вышел на траве в Истборне. Затем Томич неплохо сыграл на Уимблдонском турнире. У него получилось переиграть Сэма Куэрри, Джеймса Блейка и № 9 в мире Ришара Гаске. В борьбе за четвертьфинал Томич не смог одолеть шестую ракетку мира Томаша Бердыха. Следующая часть сезона складывалась для Томича не слишком удачно. До конца года он ни разу не смог выиграть два матча подряд в основной сетке турниров АТП, выбывая на ранних стадиях.

### 2014—2016 (титулы в Боготе и попадание в топ-20)

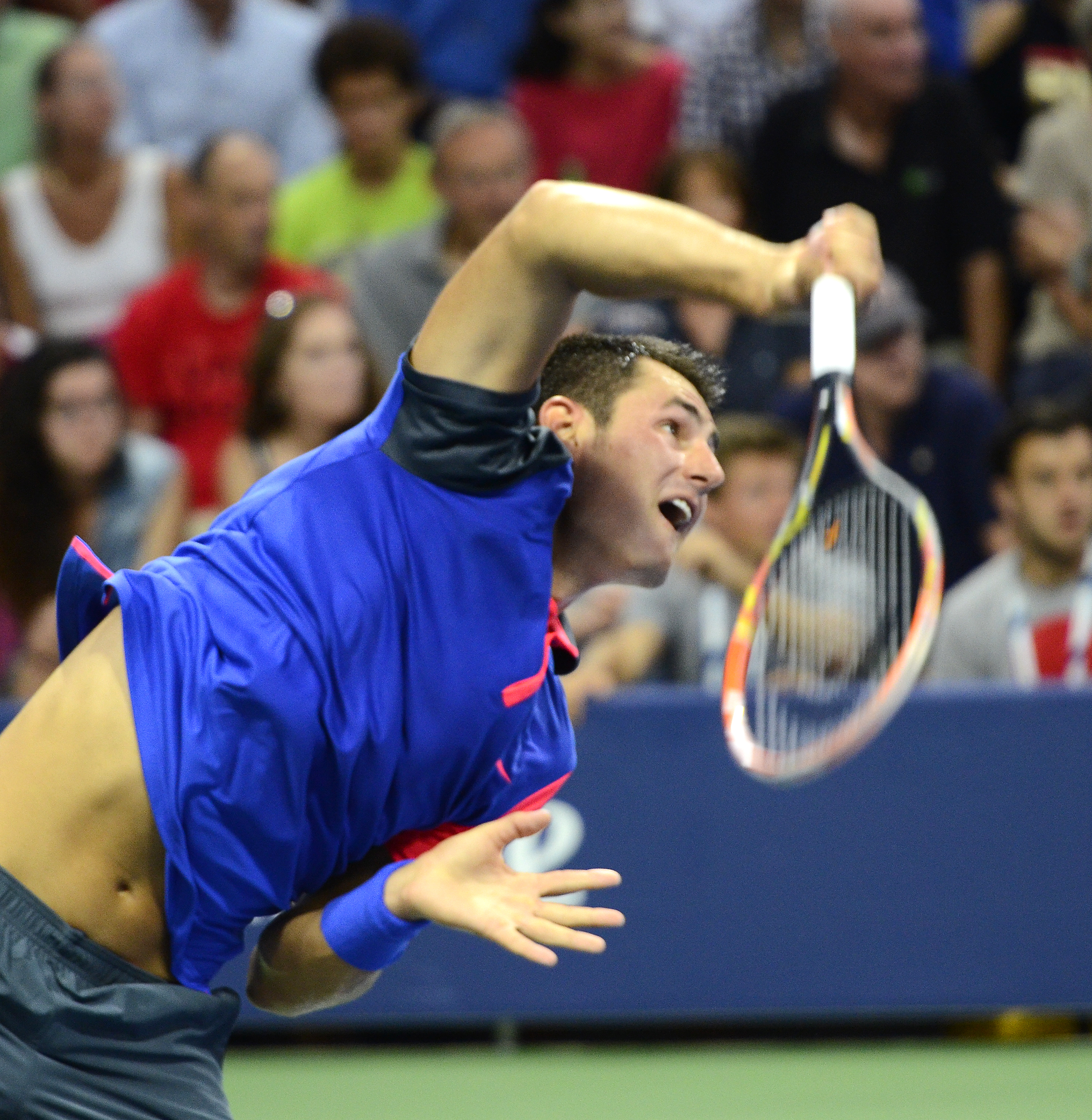
Томич на Открытом чемпионате США 2014 года

В январе 2014 года Томич остановился в шаге от защиты прошлогоднего титула в Сиднее. Он вышел в финал, где проиграл пятой ракетке мира Хуану Мартину дель Потро — 3-6, 1-6. На Открытых чемпионатах Австралии и Франции он выбыл на стадии первого раунда, а на Уимблдоне во втором раунде проиграл Бердыху. После него из-за плохих результатов Томич вылетел из первой сотни рейтинга. Несмотря на это, в июле Бернард смог завоевать титул на турнире в Боготе. В финале он нанёс поражение хорвату Иво Карловичу. На Открытом чемпионате США австралиец снялся с турнира перед матчем второго раунда. В октябре он сыграл в полуфинале турнира в Стокгольме.
Сезон 2015 года стал самым стабильным в плане результатов в карьере Томича. В начале сезона он дважды выходил в 1/4 финала на турнирах в Брисбене и Сиднее. На Австралийском чемпионате Бернард повторил свой лучший результат и вышел в четвёртый раунд. В феврале он сыграл в четвертьфинале в Мемфисе, полуфинал в Делрей-Бич и ещё раз в 1/4 финала на турнире в Акапулько. В марте на мастерсе в Индиан-Уэлсе Томич победил во втором раунде № 8 в мире Давида Феррера. Пройдя в четвертьфинал, Томич снялся с турнира из-за травмы спины перед матче против лидера рейтинга Новака Джоковича. На Ролан Гаррос сыграл во втором раунде пятисетовый матч против Танаси Коккинакиса, проиграв в решающем сете со счётом 6-8. В июне Томич вышел в четвертьфинал турнира в Штутгарте. На Уимблдоне он добрался до третьего раунда, где проиграл № 1 в мире Новаку Джоковичу. В июле Бернарду удалось защитить свой прошлогодний титул на турнире в Боготе. Лишь в финале он встретился с игроком из топ-100 — Адрианом Маннарино и обыграл его со счётом 6-1, 3-6, 6-2. В августе на мастерсе в Монреале в матче второго раунда Томич сумел переиграть № 8 в рейтинге Марина Чилича, однако в третьем сам проиграл Жо-Вильфриду Тсонга. На Открытом чемпионате США он выбыл на стадии третьего раунда. Осенью Томич впервые поднялся в рейтинге в топ-20. В октябре на мастерсе в Шанхае он ещё раз обыграл представителя первой десятки Давида Феррера и прошёл по турнирной сетке до четвертьфинала. По итогам сезона австралиец занял 18-е место.
В начале сезона 2016 года на турнире в Брисбене Томич вышел в полуфинал и обыграл представителя топ-10 Кэя Нисикори. В Сиднее он снялся во время матча четвертьфинала против Теймураза Габашвили. На Открытом чемпионате Австралии он смог доиграть до четвёртого раунда, где не смог одолеть вторую ракетку мира Энди Маррея. В начале феврале Бернард сыграл в четвертьфинале в Кито, а в конце месяца вышел в финал турнира в Акапулько. В решающем матче за титул он уступил австрийцу Доминику Тиму — 6-7(6), 6-4, 3-6. На Ролан Гаррос Томич завершил выступления во втором раунде. В июне он сыграл в четвертьфинале в Хертогенбосе и полуфинале в Лондоне. На Уимблдоне Томич пробирается в четвёртый раунд, где сыграл сложный матч против Люка Пуя. Их встреча завершилась в пятом сете при счёте 10-8 в пользу француза. В августе на мастерсе в Цинциннати Бернард выиграл у седьмой ракетки мира Кэя Нисикори и вышел в четвертьфинал. На Открытом чемпионате США он выбыл уже в первом раунде. Осенью он один раз сыграл в четвертьфинале на турнире в Шэньчжэне, а также впервые в карьере вышел в финал АТП в парном разряде на турнире в Пекине, где он выступал в дуэте с Джеком Соком.

### 2017—2019 (падение в рейтинге, реалити-шоу и четвертый титул ATP)

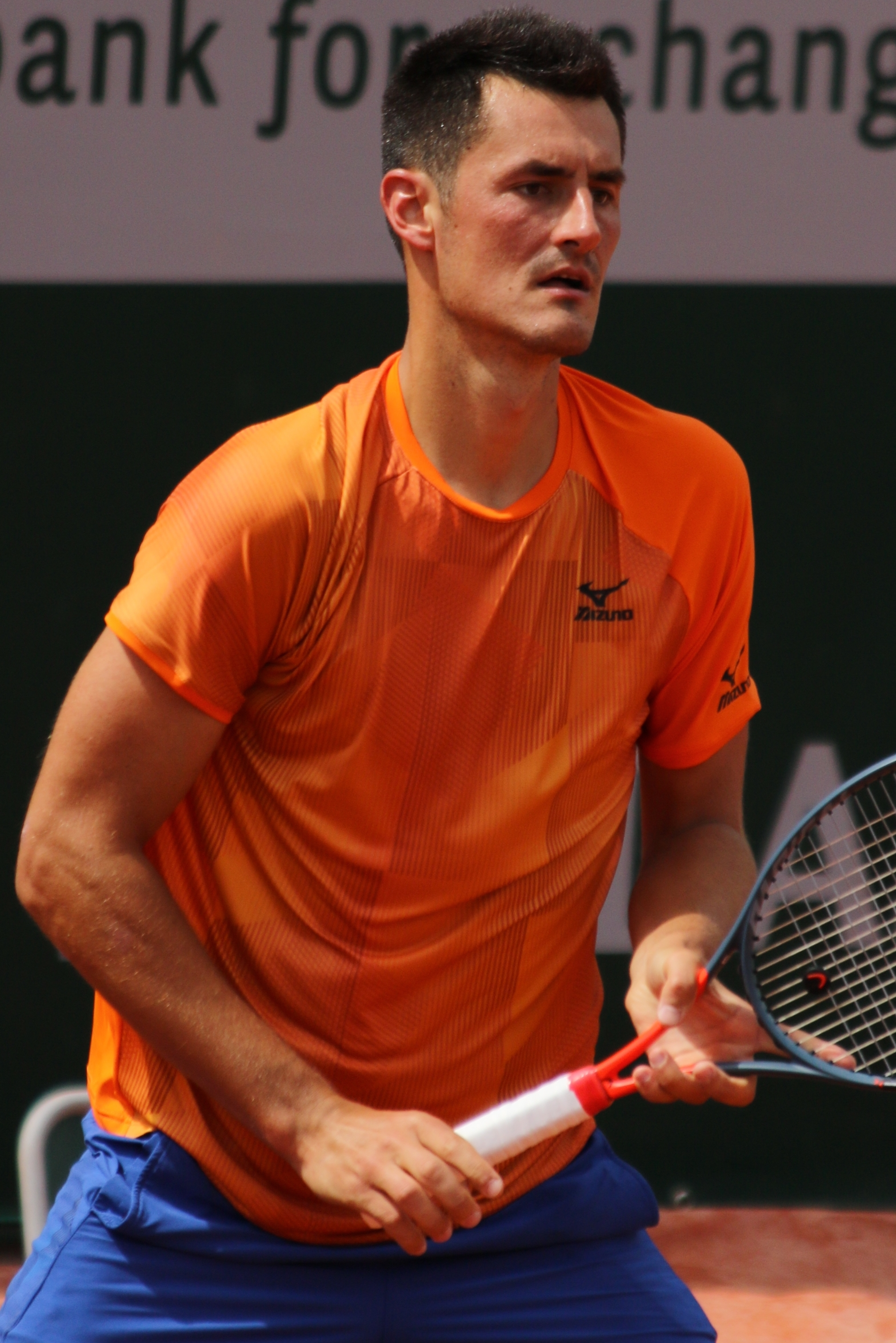
Томич на Открытом чемпионате Франции 2019 года

На Открытом чемпионате Австралии 2017 года Томич остановился на стадии третьего раунда. После Австралии проиграл пять стартовых матчей разных турниров подряд. Первого четвертьфинала в сезоне он достиг в мае на грунте в Стамбуле. В июне он вышел в 1/4 финала турнира на траве в Истборне. На Уимблдоне, как и на Ролан Гаррос, он проиграл уже в первом раунде. Пропустив всю подготовительную часть перед Открытым чемпионатом США, Томич вновь вышел на корт на последнем в году Большом шлеме и также проиграл в первом раунде.
Томич начал отборочный турнир на Открытый чемпионат Австралии 2018 года в качестве 29-го сеяного. Он не вышел в финальный раунд, проиграв итальянцу Лоренцо Сонего. Впервые с 2008 года Томич не попал в основную сетку в Австралии. После его проигрыша в квалификации, Томич попал в реалити-шоу «Я звезда — вытащите меня отсюда». Томич покинул шоу через три дня, заявив о желании вернуться в теннис в качестве основной причины. В апреле Томич получил уайлд-кард на турнир в Стамбуле, где он подавал на матч против 6-го сеяного Виктора Троицки в первом раунде, однако он проиграл в итоге. Перерыв Томича в сочетании с плохими результатами опустил его в рейтинге до 243-го в мире, что стало его худшим результатом с 2010 года. Затем Томич заявился на турнир «челленджер» во Франции, где он одержал три победы подряд впервые с Цинциннати в 2016 году. Он вышел в финал, но потерпел поражение от соотечественника и Джона Миллмана. Результат улучшил его рейтинг до 191-го места. Затем Томич квалифицировался на Открытый чемпионат Франции и проиграл в первом раунде Марко Трунгеллити в четырёх сетах.
После Открытого чемпионата Франции Томич квалифицировался на турнир в Хертогенбосе, где он сделал неожиданный прорыв в полуфинал, проиграв будущему чемпиону Ришару Гаске в трёх сетах. Это было первое выступление Томича в полуфинале Мирового тура более чем за два года. Результат переместил Томича обратно в топ-150. Затем Томич попытался квалифицироваться на Уимблдон, но проиграл в финальном раунде квалификации второму сеяному Рубену Бемельмансу. Он получил пропуск в основную сетку как «лаки-лузер» после того, как Роберто Баутиста-Агут снялся с турнира. Томич победил Хуберта Хуркача в первом раунде, и это была его первая победа в основной сетке Большого шлема с Открытого чемпионата Австралии 2017 года. Он проиграл 24-му сеяному Кэю Нисикори в четырёх сетах во втором раунде. Затем Томич потерпел ряд поражений в своих следующих четырёх турнирах, не сумев выиграть в основной сетке ни одного матча. Его плохая форма дошла и до Открытого чемпионата США, где он проиграл в первом раунде квалификации австралийцу Танаси Коккинакису. После этого он сыграл на «челленджере» в Испании и выиграл его. В конце сентября Томич квалифицировался и выиграл турнир в Чэнду, победив в финале 13-го в мире Фабио Фоньини. Эта победа стала его первой в турнире АТП за три года. Победа вернула Томича в топ-100 под номером 76, что стало его лучшим рейтингом с июля 2017 года. Затем Томич попытался квалифицироваться на турнир в Стокгольме, но был вынужден отказаться из-за травмы в первом раунде квалификации против Оскара Отте.
На Открытом чемпионате Австралии 2019 года Томич проиграл в первом же раунде хорватскому теннисисту Марину Чиличу. Также он сыграл на Ролан Гаррос и Уимблдоне, а между ними впервые в сезоне вышел в четвертьфинал в основном туре — на турнире в Анталье. Ещё одного четвертьфинала он достиг в июле на турнире в Атланте. Балансируя по ходу сезона между первой и второй сотней, Томич окончательно потерял место в топ-100 в сентябре и больше туда не поднимался.

### 2020—2025
С 2020 года Томич окончательно растерял былую форму и не поднимался в рейтинге даже в топ-200. Однако в начале 2021 года ему удалось пройти три раунда квалификации и попасть на Открытый чемпионат Австралии. В первом раунде Томич смог выиграть у японца Ююти Сугиты на отказе соперника, а во втором проиграл Денису Шаповалову. Но после этого он не играл в основной сетке на Больших шлемах. 
В 2022 году Томич играл в основном на базовых турнирах серии «фьючерс» и за три года выиграл пять титулов на них. В этот период в рейтинге он в основном находился в третьей сотне. 
В октябре 2024 года впервые за 6 с лишним лет сумел дойти до финала «челленджера» на харде в калифорнийском Фэрфилде, где разгромно проиграл молодому Лернеру Тьену (0-6 1-6). Благодаря этому поднялся на высшее с 2021 года 207-е место в рейтинге.
В июне 2025 года прошёл квалификацию на турнире ATP 250 на траве на Мальорке. В первом круге основной сетки Томи обыграл 88-ю ракетку мира Ринки Хидзикату из Австралии (3-6 7-5 6-2). Это была первая за 4,5 года победа Томича в матче на уровне ATP. Во втором круге Томич проиграл 43-й ракетке мира Роберто Баутисте Агуту (3-6 3-6).
В начале августа 2025 года дошёл до финала «челленджера» на харде в американском Лексингтоне, где уступил Закари Свайде (6-2 3-6 2-6). Благодаря этому занял 184-е место в рейтинге, поднявшись выше 200-го места впервые с февраля 2020 года.

## Рейтинг на конец года
| Год  | Одиночный рейтинг | Парный рейтинг |
| 2024 | 213               | —              |
| 2023 | 289               | 1066           |
| 2022 | 462               | 2325           |
| 2021 | 260               |                |
| 2020 | 226               |                |
| 2019 | 185               |                |
| 2018 | 83                | 624            |
| 2017 | 140               | 285            |
| 2016 | 26                | 145            |
| 2015 | 18                | 304            |
| 2014 | 56                |                |
| 2013 | 51                | 154            |
| 2012 | 52                | 562            |
| 2011 | 42                | 755            |
| 2010 | 208               | 877            |
| 2009 | 286               |                |
| 2008 | 763               |                |

## Выступления на турнирах

### Финалы турнировATPв одиночном разряде (6)

#### Победы (4)
| Легенда                     |
| --------------------------- |
| Турниры Большого шлема (0)* |
| Итоговый турнир ATP (0)     |
| ATP Мастерс 1000 (0)        |
| АТР 500 (0)                 |
| АТР 250 (4)                 |

| Титулы по покрытиям | Титулы по месту проведения матчей турнира |
| ------------------- | ----------------------------------------- |
| Хард (4)*           | Зал (0)                                   |
| Грунт (0)           | Зал (0)                                   |
| Трава (0)           | Открытый воздух (4)                       |
| Ковёр (0)           | Открытый воздух (4)                       |

* количество побед в одиночном разряде.
| №  | Дата             | Турнир               | Покрытие | Соперник в финале | Счёт              |
| 1. | 12 января 2013   | Сидней, Австралия    | Хард     | Кевин Андерсон    | 6-3 6-7(2) 6-3    |
| 2. | 20 июля 2014     | Богота, Колумбия     | Хард     | Иво Карлович      | 7-6(5) 3-6 7-6(4) |
| 3. | 26 июля 2015     | Богота, Колумбия (2) | Хард     | Адриан Маннарино  | 6-1 3-6 6-2       |
| 4. | 30 сентября 2018 | Чэнду, Китай         | Хард     | Фабио Фоньини     | 6-1 3-6 7-6(7)    |

#### Поражения (2)
| №  | Дата            | Турнир             | Покрытие | Соперник в финале      | Счёт           |
| 1. | 12 января 2014  | Сидней, Австралия  | Хард     | Хуан Мартин дель Потро | 3-6 1-6        |
| 2. | 27 февраля 2016 | Акапулько, Мексика | Хард     | Доминик Тим            | 6-7(6) 6-4 3-6 |

### Финалычелленджерови фьючерсов в одиночном разряде (15)

#### Победы (8)
| Титулы           |
| Челленджеры (3)* |
| Фьючерсы (5)     |

| Титулы по покрытиям | Титулы по месту проведения матчей турнира |
| ------------------- | ----------------------------------------- |
| Хард (8)*           | Зал (0)                                   |
| Грунт (0)           | Зал (0)                                   |
| Трава (0)           | Открытый воздух (8)                       |
| Ковёр (0)           | Открытый воздух (8)                       |

* количество побед в одиночном разряде.
| №  | Дата             | Турнир                                  | Покрытие | Соперник в финале  | Счёт           |
| 1. | 1 марта 2009     | Мельбурн, Австралия                     | Хард     | Маринко Матошевич  | 5-7 6-4 6-3    |
| 2. | 7 февраля 2010   | Берни, Австралия                        | Хард     | Грег Джонс         | 6-4 6-2        |
| 3. | 2 сентября 2018  | Манакор, Испания                        | Хард     | Маттиас Бахингер   | 4-6 6-3 7-6(3) |
| 4. | 11 сентября 2022 | Канкун, Мексика                         | Хард     | Тристан Маккормик  | 7-6(4) 6-3     |
| 5. | 2 октября 2022   | Канкун, Мексика                         | Хард     | Александр Козбинов | 7-6(5) 6-3     |
| 6. | 27 ноября 2022   | Санто-Доминго, Доминиканская Республика | Хард     | Дариан Кинг        | 6-3 4-6 6-3    |
| 7. | 22 октября 2023  | Лас-Вегас, США                          | Хард     | Тай-Сон Квятковски | 6-1 4-6 6-2    |
| 8. | 28 января 2024   | Ченнаи, Индия                           | Хард     | Сашикумар Мукунд   | 6-4 7-6(3)     |

#### Поражения (7)
| №  | Дата            | Турнир                  | Покрытие | Соперник в финале     | Счёт           |
| 1. | 10 августа 2008 | Баликпапан, Индонезия   | Хард     | Юити Сугита           | 3-6 7-6(6) 3-6 |
| 2. | 13 февраля 2011 | Калаундра, Австралия    | Хард     | Грега Жемля           | 6-7(4) 3-6     |
| 3. | 13 мая 2018     | Экс-ан-Прованс, Франция | Грунт    | Джон Миллман          | 1-6 2-6        |
| 4. | 23 октября 2022 | Харлинген, США          | Хард     | Мартин Дамм           | 7-6(4) 3-6 4-6 |
| 5. | 15 января 2023  | Доха, Катар             | Хард     | Кристьян Тамм         | 4-6 6-7(5)     |
| 6. | 5 мая 2024      | Халапа-Энрикес, Мексика | Хард     | Родриго Пачеко Мендес | 7-6(1) 5-7 4-6 |
| 7. | 23 июня 2024    | Талса, США              | Хард     | Элиот Спиццирри       | 4-6 6-3 6-7(3) |

### Финалы турниров ATP в парном разряде (1)

#### Поражение (1)
| №  | Дата           | Турнир       | Покрытие | Партнёр  | Соперники в финале                  | Счёт              |
| 1. | 9 октября 2016 | Пекин, Китай | Хард     | Джек Сок | Пабло Карреньо Буста Рафаэль Надаль | 7-6(6) 2-6 [8-10] |

## История выступлений на турнирах
По состоянию на 4 августа 2024 года
Для того, чтобы предотвратить неразбериху и удваивание счета, информация в этой таблице корректируется только по окончании турнира или по окончании участия там данного игрока.
| Турнир                       | 2008  | 2009          | 2010          | 2011          | 2012  | 2013          | 2014          | 2015          | 2016  | 2017          | 2018          | 2019          | 2020          | 2021          | 2022          | Итог   | В/П за карьеру |
| ---------------------------- | ----- | ------------- | ------------- | ------------- | ----- | ------------- | ------------- | ------------- | ----- | ------------- | ------------- | ------------- | ------------- | ------------- | ------------- | ------ | -------------- |
| Турниры Большого шлема       |       |               |               |               |       |               |               |               |       |               |               |               |               |               |               |        |                |
| Открытый чемпионат Австралии | К     | 2Р            | 2Р            | 3Р            | 4Р    | 3Р            | 1Р            | 4Р            | 4Р    | 3Р            | К             | 1Р            | К             | 2Р            | К             | 0 / 11 | 18-11          |
| Открытый чемпионат Франции   | -     | 1Р            | -             | 1Р            | 2Р    | 1Р            | 1Р            | 2Р            | 2Р    | 1Р            | 1Р            | 1Р            | -             | К             | -             | 0 / 10 | 3-10           |
| Уимблдонский турнир          | -     | К             | 1Р            | 1/4           | 1Р    | 4Р            | 2Р            | 3Р            | 4Р    | 1Р            | 2Р            | 1Р            | НП            | К             | -             | 0 / 10 | 14-10          |
| Открытый чемпионат США       | -     | -             | K             | 2Р            | 2Р    | 2Р            | 2Р            | 3Р            | 1Р    | 1Р            | K             | -             | -             | -             | -             | 0 / 7  | 6-6            |
| Итог                         | 0 / 0 | 0 / 2         | 0 / 2         | 0 / 4         | 0 / 4 | 0 / 4         | 0 / 4         | 0 / 4         | 0 / 4 | 0 / 4         | 0 / 2         | 0 / 3         | 0 / 0         | 0 / 1         | 0 / 0         | 0 / 38 |                |
| В/П в сезоне                 | 0-0   | 1-2           | 1-2           | 7-4           | 5-4   | 6-4           | 2-3           | 8-4           | 7-4   | 2-4           | 1-2           | 0-3           | 0-0           | 1-1           | 0-0           |        | 41-37          |
| Олимпийские игры             |       |               |               |               |       |               |               |               |       |               |               |               |               |               |               |        |                |
| Летняя олимпиада             | -     | Не проводился | Не проводился | Не проводился | 1Р    | Не проводился | Не проводился | Не проводился | -     | Не проводился | Не проводился | Не проводился | Не проводился | -             | НП            | 0 / 1  | 0-1            |
| Турниры Мастерс              |       |               |               |               |       |               |               |               |       |               |               |               |               |               |               |        |                |
| Индиан-Уэлс                  | -     | -             | -             | 2Р            | 1Р    | 2Р            | -             | 1/4           | 3Р    | 1Р            | -             | К             | НП            | -             | -             | 0 / 6  | 6-5            |
| Майами                       | -     | -             | -             | 1Р            | 2Р    | 2Р            | 1Р            | 3Р            | -     | -             | -             | 2Р            | НП            | -             | -             | 0 / 6  | 4-6            |
| Монте-Карло                  | -     | -             | 1Р            | K             | 2Р    | 1Р            | -             | 2Р            | -     | 1Р            | -             | K             | НП            | K             | -             | 0 / 5  | 2-5            |
| Мадрид                       | -     | -             | -             | -             | 1Р    | 1Р            | K             | 1Р            | 1Р    | 1Р            | -             | K             | НП            | -             | -             | 0 / 5  | 0-5            |
| Рим                          | -     | -             | -             | -             | 2Р    | -             | K             | 1Р            | 1Р    | 1Р            | -             | K             | -             | -             | -             | 0 / 4  | 1-4            |
| Монреаль/Торонто             | -     | -             | -             | 2Р            | 2Р    | 1Р            | 1Р            | 3Р            | 3Р    | -             | К             | 1Р            | НП            | -             | -             | 0 / 7  | 6-7            |
| Цинциннати                   | -     | -             | -             | K             | 3Р    | K             | 1Р            | 2Р            | 1/4   | -             | -             | K             | НП            | -             | -             | 0 / 4  | 6-4            |
| Шанхай                       | НП    | -             | -             | 3Р            | 1Р    | 1Р            | 1Р            | 1/4           | 1Р    | -             | -             | K             | Не проводился | Не проводился | Не проводился | 0 / 6  | 5-6            |
| Париж                        | -     | -             | -             | K             | -     | 1Р            | -             | 2Р            | -     | -             | -             | -             | -             | -             | -             | 0 / 2  | 1-2            |
| Статистика за карьеру        |       |               |               |               |       |               |               |               |       |               |               |               |               |               |               |        |                |
| Проведено финалов            | 0     | 0             | 0             | 0             | 0     | 1             | 2             | 1             | 1     | 0             | 1             | 0             | 0             | 0             | 0             |        | 6              |
| Выиграно турниров АТП        | 0     | 0             | 0             | 0             | 0     | 1             | 1             | 1             | 0     | 0             | 1             | 0             | 0             | 0             | 0             |        | 4              |
| В/П: всего                   | 0-0   | 1-3           | 4-6           | 16-15         | 26-27 | 25-22         | 17-15         | 40-27         | 30-24 | 10-19         | 9-7           | 7-15          | 0-1           | 1-1           | 0-1           |        | 186-182        |
| Σ % побед                    | 0 %   | 25 %          | 40 %          | 52 %          | 49 %  | 53 %          | 53 %          | 60 %          | 56 %  | 34 %          | 56 %          | 32 %          | 0 %           | 50 %          | 0 %           |        | 51 %           |

К — проигрыш в квалификационном турнире.